# 三嶋英城
三嶋 英城（みしま ひでき）は、日本の実業家。
東京理科大学卒業。SMBCクラウドサイン株式会社代表取締役社長。北海道旭川市出身。
三井住友フィナンシャルグループが運営するオープンイノベーション拠点hoops link tokyoの運営を経て、2019年にSMBCクラウドサイン株式会社を設立。三井住友フィナンシャルグループ最年少となる37歳でSMBCクラウドサイン株式会社代表取締役社長に就任した。
2023年に経済同友会へ入会。オープンイノベーション委員会副委員長に就任。

## 略歴
- 2005年 4月 ニフティ株式会社入社
- 2018年 1月 三井住友銀行入行[4]
  - 三井住友フィナンシャルグループITイノベーション推進部部長代理(三井住友銀行兼務)
- 2019年10月 社内起業によりSMBCクラウドサイン株式会社設立
- 2019年10月 SMBCクラウドサイン株式会社代表取締役社長
- 2023年6月 経済同友会入会 オープンイノベーション委員会副委員長就任